# Paurodòntids
Els paurodòntids (Paurodontidae) són una família de mamífers de l'ordre dels driolèstids que visqueren a finals del Juràssic i principis del Cretaci. Se n'han trobat restes fòssils als Estats Units, Tanzània, Portugal, el Regne Unit i el Kirguizstan.